# Joseph von Nazareth (Fernsehfilm)
Joseph von Nazareth (Originaltitel: Giuseppe di Nazareth) ist der erste von vier Filmen, die zwischen 2000 und 2001 von Produzent Luca Bernabei und Regisseur Raffaele Mertes unter dem Obertitel Jesus-Legenden (italienischer Originaltitel: Gli Amici di Gesu) produziert wurden.

## Handlung
Der Zimmermann Joseph wohnt schon seit Jahren in Jerusalem und meidet Nazaret, nachdem dort seine Verlobte von den römischen Besatzungstruppen ermordet worden war. Zusammen mit seinen Neffen, Simon, Joses und Judas, ist er als Baumeister im Tempel tätig und ist dort für die Anfertigung der Holztüren verantwortlich. Im Tempel lernt Joseph auch Maria kennen, die Tochter Annas und Joachims, Freunden aus Nazaret. Die Eltern der jungen Frau überreden Joseph und seine Neffen nach Nazaret zurückzukehren.
In Nazaret angekommen sympathisieren seine Neffen plötzlich mit den Zeloten, einer Gruppe von Männern, die es sich zum Ziel gesetzt haben, die Römer mit Waffengewalt aus Israel zu vertreiben. Doch provozieren die Zeloten nur den Hass der Römer, die eines Tages Nazaret überfallen, und Martha, Judas' Ehefrau, missbrauchen. Bei einem nächtlichen Rachefeldzug auf das Lager der Römer wird Judas getötet. Simon und Joses verlassen entgegen Josephs Wünschen das Dorf und schließen sich den Rebellen an.
Um Maria in Sicherheit zu wissen, arrangieren ihre Eltern eine Verlobung mit Joseph. Kurze Zeit später wird Joseph von Soldaten des Herodes' aus Nazaret verschleppt. Er soll mit anderen Handwerkern in Jerusalem den prachtvollen Totenschrein des Regenten anfertigen.
In der Zwischenzeit wird Maria vom Engel Gabriel besucht, der ihr verkündet, dass sie dem Sohn Gottes das Leben schenken soll. Selbst Elisabeth, ihre Verwandte, erwartet ein Kind; davon kann sich Maria bei einem Besuch bei der betagten Frau überzeugen. Monate später wird Joseph von Herodes aus dessen Diensten entlassen und wird in Nazaret mit der Tatsache konfrontiert, dass Maria schwanger ist. Zunächst spielt er mit dem Gedanken, Maria, wie es das Gesetz erlaubt, zu verstoßen, doch ein Engel spricht ihm im Traum Mut zu und bestätigt die Göttlichkeit von Marias Kind.
Kaiser Augustus ordnet bald darauf eine Volkszählung an, der Joseph und Maria nach Betlehem beordert. Hier finden sie in einem Stall Zuflucht, wo Jesus, Marias Kind, auf die Welt kommt. Sowohl Hirten, als auch drei weise Männer aus dem Morgenland erweisen dem Kind Respekt. Doch Herodes lässt den von den Propheten verheißenen Messias mit aller Macht verfolgen und ordnet den Mord aller unschuldigen Jungen in Betlehem an.
Joseph und Maria gelingt die Flucht nach Ägypten, wo Jesus heranwächst. Jahre später reisen die drei nach Nazaret zurück, wo er im Alter von 12 Jahren seine Eltern nach Jerusalem zum Passa-Fest begleitet. Hier verlieren ihn seine Eltern aus den Augen, so dass sie ihn drei Tage in Jerusalem suchen; schließlich finden sie ihn im Tempel unter den Priestern.
Joseph, mittlerweile ein alter Mann, stirbt kurze Zeit darauf in Nazaret. Er kann seinem Neffen Simon verzeihen, der seine Vergangenheit als Zelot bedauert; gerade weil er seinen Bruder Joses wegen dessen Feigheit hatte ermorden lassen.

## Kritiken
„Besonders am Anfang und am Ende hat der Film erhebliche Längen - und begibt sich zudem in unangemessen flaches Fahrwasser, indem er die Heilige Familie zum Gegenstand von Abenteuergeschichten macht. Der Hauptteil jedoch lebt von dem erfrischend lebendigen Spiel von Ennio Fantastichini als König Herodes, der stets genau auf dem schmalen Grat zwischen Wahnsinn und Methode balanciert. Dazu kommen die wirklich schönen Bilder: Die Ausstattung erweckt das alte Jerusalem zu neuem Leben - und ist in diesem Film auch noch sehr ästhetisch ausgeleuchtet und fotografiert. Zwei gute Gründe, sich den Film anzusehen.“

## Hintergrundinformationen
Tobias Moretti, zwischen 1994 und 1998 menschlicher Hauptdarsteller in der Krimiserie Kommissar Rex übernahm hier erstmals seit seinem Ausscheiden aus der Krimiserie eine würdevolle Hauptrolle. Die Dreharbeiten fanden in Marokko statt.

## Fehler
- Zwar muss man den Film „Die Bibel – Jesus“ als eigenständiges Filmprojekt anerkennen, doch wenn man die beiden Filme – die von selber Produktionsgesellschaft entstanden – miteinander vergleicht, so stirbt Joseph in Joseph von Nazareth, als Jesus noch ein Kind ist, während Joseph in Jesus erst stirbt, als Jesus bereits erwachsen ist. So bleiben diese beiden Filme immer ein kleiner Widerspruch in sich, obwohl beide von derselben Produktionsgesellschaft stammen. Abgesehen davon dürfte die Darstellung in beiden Filmen historisch nicht gesichert sein, da das Todesdatum Josephs unbekannt ist.

- Ein weiterer Fehler ist der im Film gezeigte Mord an Herodes Antipas. Herodes wird nicht so früh ermordet, da er in der Bibel erwähnt wird, wie er Johannes den Täufer ermorden lässt; dieses Ereignis findet knapp 19 Jahre später statt.

## Synchronsprecher
| Rollenname        | Synchronsprecher  |
| ----------------- | ----------------- |
| Joseph            | Tobias Moretti    |
| Herodes der Große | Roland Hemmo      |
| Simon             | Dietmar Wunder    |
| Judas             | Alexander Doering |
| Herodes Antipas   | Detlef Bierstedt  |
| Rabbiner          | Gerhard Paul      |
| Joachim           | Jan Spitzer       |
| Anna              | Helga Sasse       |